# Luigi Hippoliti
Luigi Hippoliti di Paradiso e Montebello, v německých pramenech též Alois Hippoliti (2. března 1843 Borgo Valsugana – 17. ledna 1910 Borgo Valsugana), byl rakouský politik italské národnosti z Tyrolska (respektive z Jižního Tyrolska), v 2. polovině 19. století poslanec Říšské rady.

## Biografie
Byl statkářem. Působil jako starosta v rodném Borgo Valsugana. Zasedal jako poslanec Tyrolského zemského sněmu, kde působil v letech 1877–1889 za volební obvod Borgo Valsugana, přičemž v letech 1886–1889 byl náměstkem zemského hejtmana.
Byl také poslancem Říšské rady (celostátního parlamentu Předlitavska), kam nastoupil v doplňovacích volbách roku 1877 za kurii venkovských obcí v Tyrolsku, obvod Trento, Cembra, Borgo atd. Slib složil 19. října 1877. Mandát obhájil v řádných volbách roku 1879. Slib složil 14. října 1879. V roce 1877 se uvádí jako baron Luigi von Hippoliti, starosta a statkář, bytem Borgo Valsugana.
Do Říšské rady byl zvolen v roce 1877 v době, kdy mezi etnickými Italy v Tyrolsku došlo k roztržce ohledně otázky, zda se vůbec podílet na činnosti vídeňského parlamentu. Hippoliti získal 155 hlasů a porazil stoupence bojkotu Říšské rady Carla Dordiho, jenž získal jen 63 hlasů. Co se týče stranické příslušnosti je v roce 1877 zmiňován jako konzervativně-klerikální kandidát, v roce 1879 jako konzervativní kandidát. V jiném zdroji z roku 1879 je ovšem zmiňován jako ústavověrný poslanec. Po roce 1879 nicméně zasedal v tzv. Straně práva (Hohenwartův klub), která byla konzervativně a federalisticky orientována. V roce 1881 se v tisku uvádělo, že je nespokojen s politikou klubu a uvažuje o založení nového katolického poslaneckého klubu, do kterého by vstoupili i poslanci Josef von Dipauli a Franz Zallinger-Stillendorf.
Zemřel v lednu 1910.